# Си (Верхняя Сона)
Си (фр. Scye) — коммуна во Франции, находится в регионе Франш-Конте. Департамент — Верхняя Сона. Входит в состав кантона Пор-сюр-Сон. Округ коммуны — Везуль.
Код INSEE коммуны — 70483.

## География
Коммуна расположена приблизительно в 310 км к юго-востоку от Парижа, в 50 км севернее Безансона, в 9 км к северо-западу от Везуля.
По территории коммуны протекает небольшая река Скьот (фр. Scyotte).

## Население
Население коммуны на 2010 год составляло 106 человек.
| 1962 | 1968 | 1975 | 1982 | 1990 | 1999 | 2010 |
| ---- | ---- | ---- | ---- | ---- | ---- | ---- |
| 106  | 116  | 114  | 118  | 120  | 108  | 106  |

## Экономика
В 2010 году среди 72 человек трудоспособного возраста (15—64 лет) 56 были экономически активными, 16 — неактивными (показатель активности — 77,8 %, в 1999 году было 68,1 %). Из 56 активных жителей работали 54 человека (34 мужчины и 20 женщин), безработных было 2 (1 мужчина и 1 женщина). Среди 16 неактивных 6 человек были учениками или студентами, 7 — пенсионерами, 3 были неактивными по другим причинам.